# إدارة صندوق استثمار الأطفال
إدارة صندوق استثمار الأطفال (المملكة المتحدة) أل أل بي (تي سي أي ) هي شركة لإدارة صناديق التحوط مقرها لندن، أسسها كريس هوهن في عام 2003 والتي تدير الصندوق الرئيسي للاستثمار في الأطفال. تقوم الشركة باستثمارات طويلة الأجل في الشركات على مستوى العالم. شركة الإدارة مرخصة ومنظمة في المملكة المتحدة من قبل هيئة السلوك المالي . شركتها القابضة هي تي سي أي لإدارة الصندوق المحدودة ، ومقرها في جزر كايمان . تستمد شركة تي سي أي اسمها من مؤسسة خيرية تسمى مؤسسة صندوق استثمار الأطفال (CIFF)، التي أنشأها كريس هون وزوجته السابقة، جيمي كوبر هون، وساهمت في البداية بنسبة من الأرباح للمؤسسة. في يناير 2022، تم تصنيف تي سي أي من قبل صحيفة الغارديان كصندوق التحوط الأفضل أداءً في العالم. ومن المعروف أنه أحد المستثمرين الناشطين الأكثر عدوانية. 
مثل معظم صناديق التحوط، تطلب شركة تي سي أي من المستثمرين الالتزام برؤوس أموالهم لفترات متعددة السنوات. يتيح هذا الأفق طويل الأجل للصندوق مرونة أكبر عند التداول واستثمار رأس المال بشكل مستقل عن أي قيود زمنية محتملة.